# Liebe am Fjord – Abschied von Hannah
Abschied von Hannah ist ein deutscher Fernsehfilm von Jörg Grünler aus dem Jahr 2012. Es handelt sich um die fünfte Episode der ARD-Filmreihe Liebe am Fjord, wobei die einzelnen Filme verbindet, dass sie vor der Kulisse norwegischer Fjorde angesiedelt sind und romantische Melodramen zum Inhalt haben. Matthias Habich ist in dieser Folge als Schriftsteller zu sehen, der mit dem Tod seiner Frau zurechtkommen muss und seine von Rainer Sellien, Catherine Bode und Fanny Staffa verkörperten Kinder mehr als einmal vor den Kopf stößt.

## Handlung
Der Schriftsteller Henrik Agdestein, ein Urgestein in der norwegischen Literatur, hat sich während der langjährigen schweren Krankheit seiner Frau Hannah noch mehr von den Menschen zurückgezogen, als es ohnehin schon seiner eigenbrötlerischen Art entspricht. Zu seinen Kindern Leif, Laura und Sonja pflegt er kein allzu gutes Verhältnis. Als sie bei der Beerdigung der Mutter aufeinandertreffen, keimen alte Konflikte auf. Seine Tochter Sonja ist Lehrerin und reist mit ihrem Mann und ihren beiden Kindern an. Laura, die als Polizistin arbeitet und eigentlich immer eine gute Beziehung zu ihrem Vater hatte, kommt auf dem Motorrad und Henriks Sohn Leif, der es zum jüngsten Justizminister Norwegens gebracht hat, erscheint in Begleitung seines Personenschützers Ulf Strahnge. Besonders angespannt ist das Verhältnis von Henrik und Leif, die im Streit auseinandergegangen sind und schon lange nicht mehr miteinander gesprochen haben. Leif glaubt, dass das etwas damit zu tun habe, dass er sich zu Männern hingezogen fühlt. Der Empfang ist frostig, zumal kurz zuvor Frau Bornedahl, die 30 Jahre lang für die Agdesteins gearbeitet hat, von dem Schriftsteller vergrault worden ist.
Die Beerdigung wird nicht so, wie die Kinder sich das für ihre Mutter gewünscht hätten, wozu auch entscheidend beiträgt, dass Henrik Agdestein die Trauergäste, die auf dem Friedhof warten, heftig angeht, ob sie nicht akzeptieren könnten, dass er eine Feier nur im Familienkreis gewünscht habe. Mit Ulf Strahnge hingegen, intelligent und sehr einfühlsam, und wie er und Hannah Musik von Satie schätzend, versteht Henrik sich vom ersten Moment an sehr gut und gewährt ihm sogar Einblick in seine Seele. Alle drei Kinder machen sich Selbstvorwürfe, dass sie ihre Mutter so selten besucht haben und geplante Treffen immer wieder verschoben worden sind. Eine bittere Erkenntnis. Die Situation zwischen Vater und Kindern eskaliert erneut, als es um den Grabstein für Hannah Agdestein geht, und mündet sogar in eine Ohrfeige, die Henrik seinem Sohn gibt, als dieser andeutet, dass ihre Mutter durch Henriks Schuld krank geworden sein könnte. Da Agdestein zu tief in seiner Trauer gefangen ist, verweist er seine Kinder nach diesem Affront des Hauses. Als Laura später seine Nähe sucht, erzählt er ihr zum ersten Mal davon, wie es dazu kam, dass er sich im Alter von acht Jahren den Fuß abfror, nämlich durch die Härte des eigenen Vaters, der selbst nach der Amputation keinerlei Mitgefühl zeigte. Leif erfährt zu seinem Erstaunen von Frau Bornedahl, dass sein Vater alles, was über ihn in der Zeitung berichtet wurde, gesammelt und aufgehoben hat, alle Reden und jeden Fernsehauftritt seines Sohnes verfolgt hat. In einem Gespräch vertraut Leif Ulf Strahnge, der nicht nur sein Personenschützer, sondern auch sein Freund ist, an, dass er davon überzeugt sei, dass sein Vater ihn verachte, seit er von seiner Homosexualität wisse, anders als seine Mutter, die ihn seinerzeit bei seiner Eröffnung nur wortlos in den Arm genommen habe. Als Leif auf Anraten seines Freundes noch einmal das Gespräch mit seinem Vater suchen will, findet er drei Abschiedsbriefe und eine fehlende Patrone in dessen Haus vor. Voller Angst begibt er sich an den Fjord, wo er seinen Vater mit der Pistole in der Hand findet. Sein Vater bittet ihn, ihn noch einen Moment allein zu lassen und darum, dass das, was soeben vorgefallen ist, unter ihnen beiden bleibe.
Es ist der Tag, an dem die Kinder im örtlichen Gasthof, wo sie Quartier bezogen haben, eine Trauerfeier für ihre Mutter abhalten, zu der jeder eingeladen ist, der dabei sein wollte. Gleichzeitig stellen sie die Bilder ihrer Mutter aus. Zur Überraschung aller erscheint auch Henrik. Er liest aus seinem neuesten Buch vor und alle können erkennen, dass seine Worte eine Liebeserklärung an seine Frau sind, die tiefe Liebe, die ihn mit Hannah verbunden hat, ist spürbar. Zum Abschluss sagt er seinen Kindern noch, wie stolz er auf jeden einzelnen von ihnen ist.
Sonjas Sorge, dass ihr Vater so allein zurückbleiben muss, wenn sie wieder fort sind, da Henrik mit seiner schroffen Art das gesamte Dorf gegen sich aufgebracht hat, ist nun unbegründet, denn auch für die Dorfbewohner hat Henriks Rede einiges verändert – und Frau Bornedahl kommt zurück, um ihn wieder im Haus zu unterstützen.

## Drehdaten, Veröffentlichung

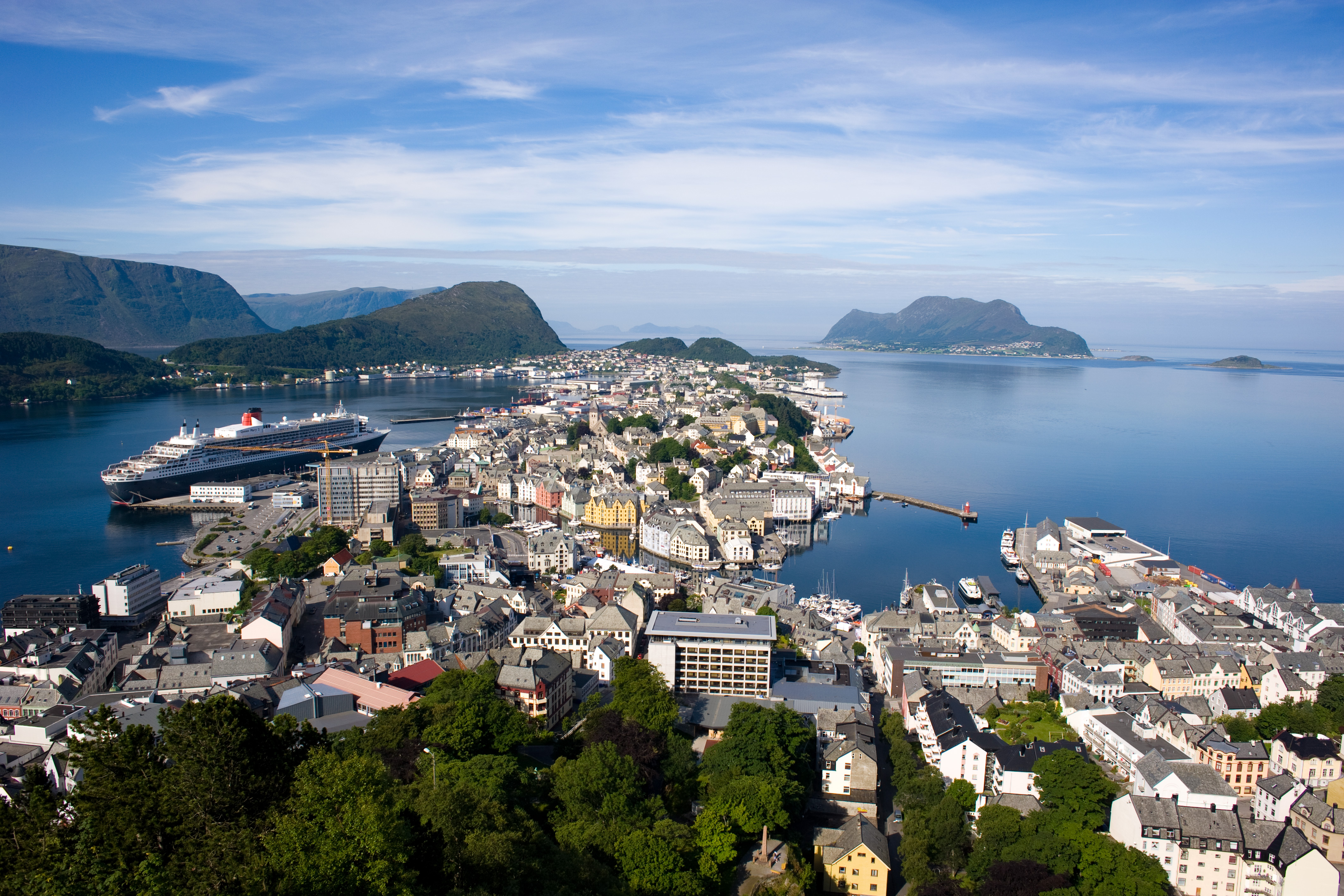
Ålesund, einer der Drehorte

Abschied von Hannah wurde vom 1. Juni bis zum 30. Juni 2011 an Schauplätzen in Norwegen (Region um Ålesund, Insel Haramsøya, Fjærland) gedreht.
Die Erstausstrahlung des Films fand am Freitag, den 19. Oktober 2012, im Programm der ARD Das Erste statt.

## Rezeption

### Einschaltquote
Bei seiner Erstausstrahlung schalteten Liebe am Fjord – Abschied von Hannah 3,82 Mio. Zuschauer ein bei einem Marktanteil von 12,3 Prozent.

### Kritik
Die Kritiker der Fernsehzeitschrift TV Spielfilm neigten den Daumen zur Seite, gaben für Anspruch und Spannung je einen von drei möglichen Punkten und meinten: „Wer seichte Entspannung zum Freitagabend sucht, wird hier enttäuscht. Statt Liebesgesäusel zwischen Landhausmöbeln leisten glaubwürdige Darsteller bis zur unvermeidlichen Wiedervereinigung tränenreiche Trauerarbeit.“ Das Fazit lautete dann auch: „Gut gespieltes, schwerfälliges Trauerstück.“
Rainer Tittelbach beschäftigte sich auf seiner Seite tittelbach.tv mit dem Film, dem er 4,5 von 6 möglichen Sternen gab. Der Kritiker lobte: „‚Abschied von Hannah‘ aus der ‚Liebe am Fjord-‘Reihe ist ein Film über Verlust, über Trauer und die verschiedenen Arten, mit dem Tod umzugehen. Die Genauigkeit der Erzählung, die Stimmigkeit der Charaktere und die daraus resultierende Tiefe der Gefühle machen ihn zu einem wahrhaftigen, feinsinnigen Drama. Matthias Habich kann man nicht oft genug sehen. Auch die weniger bekannten Schauspieler überzeugen. Zwischentonreich inszeniert! Hier stimmt jedes Wort, jeder Augenaufschlag, jede (Nicht-)Berührung, jeder Kamerablick.“ Matthias Habich gebe seinen „misanthropischen Einsiedler nicht als Stinkstiefel, der geläutert werden“ müsse. Denn dieser Mann habe „Grund, so zu sein, wie er ist“, dieser Mann könne „nicht umgedreht werden, nur dessen harte Schale“ könne „ein paar selbst gewollte Risse bekommen“. Die „Kommunikation in Jörg Grünlers Film nach dem vorzüglichen Buch von Martin Rauhaus“ sei „so reich“ – das habe „nicht mehr viel mit TV-Melodram zu tun!“ Auch „die Gesichter“ würden „zur Landschaft passen. Matthias Habichs Physiognomie, markant zerfurcht“, könne es „mit der zerklüfteten Fjord-Landschaft aufnehmen“. Auch die anderen weniger bekannten Schauspieler täten dem Film gut, „dem Fremdländischen, dem Norwegen-Touch“, denn man sehe „das Gesicht und nicht den (großen) Namen“.
Der Filmdienst schrieb: „(Fernseh-)Drama um verschüttete Gefühle und den schwierigen Umgang mit der Trauer. – Ab 14.“